# Habenaria mira
Habenaria mira är en orkidéart som beskrevs av Victor Samuel Summerhayes. Habenaria mira ingår i släktet Habenaria och familjen orkidéer. Inga underarter finns listade i Catalogue of Life.